# Kleine Bottel
Kleine Bottel is een buurtschap in de gemeente Deurne, in de Nederlandse provincie Noord-Brabant. 
De buurtschap ligt aan een kleine dekzandrug ten zuidwesten van het dorp Deurne, en ten noordoosten van Grote Bottel. Vermoedelijk is de buurtschap een jongere uitbreiding van Grote Bottel, waar aangetoond is dat er in meerdere perioden van de prehistorie en historie werd gewoond. Voor Kleine Bottel bestaan deze archeologische bewijzen (nog) niet.
Op de dekzandrug ligt de Klein-Bottelse akker, het voormalige bouwland van de naastgelegen boerderijen. Omstreeks 1970 werd op een gedeelte van deze akker algemene begraafplaats Jacobshof aangelegd.
Dorpen: Deurne · Helenaveen · Liessel · Neerkant · Vlierden · Walsberg

Buurtschappen: Baarschot · Belgeren · Bleijs · Breemortel · Groote Bottel · Kleine Bottel · Groot Bruggen · Klein Bruggen · Derp · Donschot · Haageind · Halte · Hanenberg · Heieind · Heimolen · Heitrak · Kerkeind · Kranenmortel · Kulert · Leensel · Luttel Meijel · Merlenberg · Molenhof · Pannenschop · Ruth · Schans · Schelm · Sloot · Veldheuvel · Vloeieind · De Voorstad · Voorste Beerdonk · Voort · Vreekwijk

Noord-Brabant: Steden en dorpen      Nederland: Provincies · Gemeenten